# Lalo Schifrin
Lalo Schifrin  eredeti nevén Boris Claudio Schifrin (Buenos Aires, 1932. június 21. – 2025. június 26.) argentin zeneszerző, zongorista és karmester.

## Élete
Apja, Luis Schifrin, három évtizeden át vezette a másodhegedűsöket a Teatro Colón zenekarában. Hatéves korától hat éven keresztül tanult zongorázni Enrique Barenboimnál. 16 évesen Schifrin a dzsessz műfaja felé fordult. Bár szociológiát és jogot tanult a Buenos Aires-i egyetemen, a zene iránt mutatott nagyobb érdeklődést. Húszévesen, a tanulás mellett, éjjelente egy városi jazzklubban játszott.

## Pályafutása
1955-ben a párizsi Nemzetközi Jazz Fesztiválon a hazája képviseletében együtt zongorázott Ástor Piazzollával. Miután hazatért Argentínába zenekart alapított, amely a Buenos Aires TV-ben is szerepelt. 1956-ban felkérést kapott  Dizzy Gillespie-től zeneszerzésre, amit 1958-ban fejezett be, de csak 1960-ban rögzítettek. Ebben az évben kezdett dolgozni zenei átdolgozóként  Xavier Cugat népszerű tánczenekaránál. 1960-ban egy munka miatt New Yorkba költözött, majd 1963-ban leszerződött az MGM-hez egy filmre, amely munka Hollywoodba szólította. Ugyancsak 1963-ban egy NBC-s sorozatnak, a The Man from U.N.C.L.E.-nak  írta jelentősen át a betétdalát, és az új hangszerelésben a különböző fuvolákat és egzotikus ütőhangszereket hangsúlyozta. Az átiratért 1965-ben Emmy-díjat kapott.
1966-ban a Mission: Impossible sorozat zenéjét szerezte, ami az egyik legismertebb műve.  Egyéb híres filmzenéi: Bilincs és mosoly, San Franciscó-i zsaru, Pénz beszél, Csúcsformában 1–3., Kelly hősei, THX1138, Telefon, Macska az űrből, Piszkos Harry filmek (A Magnum ereje, Az igazságosztó, Holtbiztos tipp).

## Fordítás
- Ez a szócikk részben vagy egészben  a   Lalo Schifrin című angol Wikipédia-szócikk fordításán alapul.  Az eredeti cikk szerkesztőit annak laptörténete sorolja fel. Ez a jelzés csupán a megfogalmazás eredetét és a szerzői jogokat jelzi, nem szolgál a cikkben szereplő információk forrásmegjelöléseként.